# Mande-Sprachen
Die Mande-Sprachen (kurz Mande genannt) bilden einen Primärzweig der Niger-Kongo-Sprachen.
Die etwa 60 Sprachen werden in den westafrikanischen Ländern Mali, Liberia, Elfenbeinküste, Guinea-Bissau, Sierra Leone, Guinea, Senegal, Gambia, im nordwestlichen und südöstlichen Burkina Faso und im Grenzgebiet von Benin und Nigeria von etwa 19 Millionen Menschen gesprochen.

## Reichsgründungen der Mande-Völker
Schon frühzeitig haben Mande-Ethnien große Reiche in Mali und benachbarten Staaten gegründet, so beherrschten die Soninke vom 8. bis 11. Jahrhundert das Ghana-Reich (innerhalb des heutigen Mali, das heutige Ghana hat außer seinem Namen keine Beziehung zu diesem Reich). Im 13. Jahrhundert gründeten die Malinke das Reich Mali (dessen Name von „Malinke“ abgeleitet ist), die heutige Verkehrs- und Mehrheitssprache in Mali ist das Bambara, ebenfalls eine Mande-Sprache aus der Manding-Gruppe.

## Die Gruppe der Mande-Sprachen
Die Mande-Sprachen haben sich – wie die kordofanischen – ebenfalls relativ früh von den übrigen Niger-Kongo-Sprachen abgespalten und weisen etliche spezifische Merkmale auf, insbesondere besitzen sie keine Nominalklassen. Dennoch gilt ihre Zugehörigkeit zu den Niger-Kongo-Sprachen als gesichert, wenn auch Ähnlichkeiten mit dem heute als nilosaharanisch klassifizierten Songhai von mehreren Forschern festgestellt wurden. Als Gruppe verwandter Sprachen wurden die Mande-Sprachen bereits im 19. Jahrhundert identifiziert. Sigismund Wilhelm Koelle benutzte 1854 als erster den Namen „Mandenga“ für diese Gruppe, der auf einheimische Bezeichnungen zurückgeht.
Mande zerfällt in zwei Hauptzweige, den größeren West-Mande-Zweig mit 16 Mio. Sprechern mit Manding-Sprachen als Kern und das Ost-Mande mit zusammen nur 2,5 Mio. Sprechern.
Die nach ihrer Sprecherzahl bedeutendsten Mande-Sprachen sind:
- Bambara: 2,8 Millionen Muttersprachler, Verkehrssprache in Mali mit bis zu 10 Mio. Sprechern inklusive Zweitsprechern
- Dioula (Jula): 1,5 Millionen  Muttersprachler, 4 Mio. inklusive Zweitsprecher
- Maninka: Ost-Maninka, 2 Millionen
- Mandinka: Manding, Mandinga und Mandingo, 1,2 Millionen

Diese Sprachen gehören alle dem Manding-Hauptzweig an. Weitere Millionensprachen des westlichen Mande sind:
- Mende: 2,1 Millionen
- Soninke: 1,1 Millionen
- Susu: 1 Million
- Kpelle: 1 Million

Dan (auch Yakuba): 1 Mio. Sprecher, gesprochen in der Elfenbeinküste, ist die größte Sprache des östlichen Mande-Zweigs.

## Klassifikation der Mande-Sprachen
Die folgende Klassifikation der Mande-Sprachen basiert auf Kastenholz (1996, West-Mande) und Dwyer (1989, 1996 Ost-Mande). Sie enthält sämtliche Sprachen der Gruppe mit ihrer Sprecherzahl (nach Ethnologue und dem unten angegebenen Weblink).
Klassifikation der Mande-Sprachen
- Mande
  - West-Mande
    - Zentral
      - Jogo-Jeri: Ligbi (15 Tsd.), Jeri (weniger als 1 Tsd.)
      - Manding-Vai
        - Manding
          - Ost
            - Nordost
              - Bambara (Bamanankan) (2,8 Mio., S2 8 bis 10 Mio.), Jula (Dyula) (1,5 Mio., S2 4 Mio.), Marka (230 Tsd.)

            - Südost
              - Maninka (Ost-Maninka, Ost-Malinke) (2 Mio.); Wojenaka (120 Tsd.), Worodugu (80 Tsd.), Koro (40 Tsd.),
Koyaga (60 Tsd.), Mahou (Mauke) (170 Tsd.), Wasulu (Busch-Maninka) (15 Tsd.)

            - Konyakan (130 Tsd.)
            - Manya (70 Tsd.)

          - West
            - Mandinka (Manding, Mandinga, Mandingo, Mandingue, Mandinque) (1,2 Mio.)
Malinke (West-Maninkakan, West-Malinke) (500 Tsd.)
Kita-Malinke (600 Tsd.), Kasonke (Xaasongaxango) (130 Tsd.), Kagoro (15 Tsd.)

          - Bolon (20 Tsd.)
          - Jahanka (15 Tsd.)
          - Sininkere (10 Tsd.)

        - Mokole: Kuranko (300 Tsd.), Lele (20 Tsd.), Mixifore (5 Tsd.), Kakabe (4 Tsd.)
        - Kono-Vai: Kono (200 Tsd.), Vai (100 Tsd.)

      - Susu-Yalunka: Susu (1 Mio.), Yalunka (Jalonke) (150 Tsd.)

    - Südwest
      - Kpelle (800 Tsd.)
      - Loma-Mende: Loma (140 Tsd.), Toma (140 Tsd.); Mende (2,1 Mio.), Loko (120 Tsd.), Bandi (120 Tsd.)

    - Nordwest
      - Soninke-Bobo: Soninke (1,1 Mio.), Boso (120 Tsd.); Bobo Fing (Bobo Madare) (230 Tsd.)
      - Dzuun-Seeku: Duungoma (70 Tsd.), Dzungoo (15 Tsd.), Jowulu (10 Tsd.); Seeku, Bankagoma

  - Ost-Mande
    - Bissa-Samo
      - Bissa (500 Tsd.)
      - Busa: Boko (110 Tsd.), Bokobaru (30 Tsd.), Busa (20 Tsd.), Tyenga (5 Tsd.), Shanga (10 Tsd.)
      - Samo (230 Tsd.)

    - Südost
      - Guro-Dan: Guro (Kweni) (330 Tsd.), Mano (250 Tsd.); Dan (Yakuba, Gio) (1 Mio.)
      - Nwa-Beng: Beng (20 Tsd.), Gagu (35 Tsd.); Mwan (Muan) (20 Tsd.), Wan (Nwa) (20 Tsd.)

## Sprachliche Charakteristik
Die Mande-Sprachen besitzen keine Nominalklassen wie die meisten anderen Niger-Kongo-Sprachen, weswegen ihre Zugehörigkeit zum Niger-Kongo häufiger in Frage gestellt wurde. Die Sprachen der Südwestgruppe haben einen morphologisch konditionierten konsonantischen Anlautwechsel. Fast alle Mande-Sprachen sind Tonsprachen mit bis zu fünf Tonebenen. Es gibt freie und gebundene Nomina, letztere werden grundsätzlich von einem Nomen oder Pronomen begleitet; dazu gehören die Verwandtschaftsbezeichnungen und Namen von Körperteilen (also grundsätzlich „meine, deine ... Hand“, aber nicht „die Hand“).

## Wortgleichungen
Die folgenden Wortgleichungen zeigen die Nähe der Verwandtschaft der West-Mande-Sprachen. Sie stammen aus Dwyer 1989.
| Sprache  | Kopf  | Mond   | Vogel  | Hacke | Bogen | gesund |
| -------- | ----- | ------ | ------ | ----- | ----- | ------ |
| Bambara  | ku(n) | kalo   | kono   | .     | kala  | kɛnɛ   |
| Mandinka | kun   | karu   | kono   | .     | kala  | kɛndɛ  |
| Wasulu   | kun   | katu   | .      | .     | .     | .      |
| Vai      | wu    | karo   | konde  | kali  | kara  | kɛnɛ   |
| Kpelle   | wu(n) | galong | ngweni | kaali | kelan | kɛnɛ   |
| Mende    | wu    | yalu   | nwani  | kali  | kala  | kɛnɛ   |
| Susu     | xuni  | .      | xoni   | keri  | xali  | .      |

## Schriftentwicklung
Einige Mandevölker in Sierra Leone und Liberia haben eine eigene Silbenschrift entwickelt, zunächst die Vai (die Vai-Schrift wurde bereits 1849 von S. W. Koelle entdeckt), später auch die Mende mit der Mende-Schrift, Loma und Kpelle (Kpelle-Schrift). Eine Neuererfindung eines alphabetischen Zeichensatzes ist die sogenannte N’Ko-Schrift (1949), die z. B. für das Bambara benutzt werden kann. N’Ko erfährt eine zunehmend größere Verbreitung, zahlreiche Stichworte in der Bambara-Wikipedia werden in der N’Ko-Umschrift angezeigt, es existiert ein Unicode-Zeichensatz, in Guinea und Mali bestehen schon seit vielen Jahren Schulen, in denen N’Ko gelehrt wird.

### Allgemein
- Joseph Greenberg: The Languages of Africa. Mouton, The Hague and Indiana University Center, Bloomington 1963.
- Bernd Heine und andere (Hrsg.): Die Sprachen Afrikas. Buske, Hamburg 1981.
- Bernd Heine und Derek Nurse (Hrsg.): African Languages. An Introduction. Cambridge University Press 2000.
- John Bendor-Samuel (Hrsg.): The Niger-Congo Languages: A Classification and Description of Africa's Largest Language Family. University Press of America, Lanham, New York, London 1989.
Darin: David J. Dwyer: Mande.